# Lena Raine
Lena Raine (/ˈleɪ.nə/ LAY-nə ou/ˈlɛ.nə/ LEN-ə; 29 de fevereiro de 1984), também conhecida como Lena Chappelle ou Kuraine, é uma compositora, produtora e desenvolvedora de jogos eletrônicos americano-canadense. Raine é mais conhecida por seu trabalho nas trilhas sonoras de Celeste, Minecraft e Guild Wars 2. Ela compôs músicas para vários outros videogames, incluindo Deltarune e Chicory: A Colorful Tale.

## Biografia
Raine nasceu em 29 de fevereiro de 1984 em Seattle, Washington. Seu pai é músico e sua mãe é dançarina. Ela teve um contato precoce com a música devido à participação em coral ainda jovem. Seu pai também era violinista. Através de uma comunidade de fãs de Sonic the Hedgehog, ela conheceu arranjos MIDI, primeiro recriando versões de músicas que ela conhecia e depois fazendo músicas originais. Mais tarde, ela frequentou o Cornish College of the Arts para se formar em composição musical.

## Carreira
Raine é mais conhecida por seu trabalho nas trilhas sonoras de Celeste e Guild Wars 2.  Ela trabalhou em Guild Wars 2 na ArenaNet por seis anos, como designer e compositora de trilhas sonoras. Na ArenaNet, ela e Maclaine Diemer foram compositores internos da música para a expansão do jogo de 2015, Guild Wars 2: Heart of Thorns. Ela deixou a ArenaNet em 2016, mas continuou a compor músicas ocasionalmente para seus vários lançamentos como freelancer.
Em 2018, Raine lançou a aventura em texto ESC no itch.io. Raine foi a desenvolvedora e compositora do ESC, com visuais criados pela Dataerase. Em 2019, ela lançou seu álbum de estreia, Oneknowing. Ela compôs músicas para Minecraft, criando quatro novas peças musicais que foram incluídas na "Nether Update" 1.16 em 2020. Um ano depois, ela retornou ao Minecraft, compondo seis novas faixas para a atualização 1.18 "Caves & Cliffs: Part II", ao lado da colega compositora de videogame Kumi Tanioka. Um ano depois, ela também compôs mais 3 novas faixas para o 1.19 "The Wild Update". Raine criou a trilha sonora do RPG de aventura Chicory: A Colorful Tale, e auxiliou na trilha sonora do segundo capítulo de Deltarune, ambos lançado em 2021.

## Vida pessoal
Raine é transgênero. Ela também escreveu um livro intitulado City Of Tigers e começou a compor mais ficção voltada para LGBT em seu tempo livre.

## Prêmios
Raine foi indicada ao BAFTA e ganhou a pontuação de videogame do ano da American Society of Composers, Authors and Publishers (ASCAP) em 2019. Sua trilha sonora para Celeste também foi indicada para Melhor Trilha Sonora/Música no The Game Awards 2018.

## Discografia

### Álbuns e singles
| Ano  | Título               | Notas                        |
| ---- | -------------------- | ---------------------------- |
| 2020 | Reknowing            | Álbum de remix de Oneknowing |
| 2019 | Oneknowing           | Primeiro álbum completo      |
| 2019 | 2X18                 | Single                       |
| 2018 | Lullaby for Lancer   | Single                       |
| 2018 | A Day on the Road    | EP                           |
| 2017 | Chip Collection      | Compilação chiptune          |
| 2017 | Dawn Ouroboros       | Single                       |
| 2016 | Transference         | Single                       |
| 2016 | Acoustic Collection  | Compilação acústica          |
| 2016 | Singularity          | EP                           |
| 2016 | Snowflight           | EP                           |
| 1999 | Changing of the Tide | Compilação                   |

### Trilhas sonoras
| Ano  | Título                                             | Tipo        |
| ---- | -------------------------------------------------- | ----------- |
| 2024 | Beastieball                                        | Videogame   |
| 2024 | Earthblade                                         | Videogame   |
| 2023 | Harmony: The Fall Of Reverie                       | Videogame   |
| 2022 | Guild Wars 2: End of Dragons                       | Videogame   |
| 2022 | Minecraft: The Wild Update                         | Videogame   |
| 2021 | Moonglow Bay                                       | Videogame   |
| 2021 | Minecraft: Caves & Cliffs                          | Videogame   |
| 2021 | Deltarune: Chapter 2                               | Videogame   |
| 2021 | Chicory: A Colorful Tale                           | Videogame   |
| 2021 | Celeste Classic 2: Lani's Trek                     | Videogame   |
| 2020 | Sackboy: A Big Adventure                           | Videogame   |
| 2020 | Minecraft: Nether Update                           | Videogame   |
| 2020 | Spin Rhythm XD Beyond The Heart (Broken Heart Mix) |             |
| 2019 | Steven Universe: The Movie                         | Filme de TV |
| 2019 | Celeste: Farewell                                  | Video game  |
| 2018 | ESCISM (ESC Original Soundtrack)                   | Video game  |
| 2018 | Celeste - Madeline's Grab Bag                      | Video game  |
| 2018 | Celeste                                            | Video game  |
| 2016 | Hackmud                                            | Video game  |
| 2016 | UPSHIFT                                            | Video game  |
| 2016 | PANIC at Multiverse High!                          | Video game  |
| 2015 | Guild Wars 2: Heart of Thorns                      | Video game  |
| 2014 | Dead State                                         | Video game  |
| 2013 | Music Madness                                      | Video game  |

## Jogos
| Ano  | Título                  | Papel                                          |
| ---- | ----------------------- | ---------------------------------------------- |
| 2018 | ESC                     | Escritora, Designer, Programadora, Compositora |
| 2018 | Celeste                 | Assistência para redação                       |
| 2019 | Guildlings              | Agradecimentos especiais                       |
| 2023 | Misericorde: Volume One | Agradecimentos especiais                       |